# Ouled Bouachra
Ouled Bouachra là một đô thị thuộc tỉnh Médéa, Algérie. Dân số thời điểm năm 2002 là 1.446 người.